# 청춘의 초상
《청춘의 초상》은 MBC에서 1980년 3월 5일부터 1980년 8월 6일까지 방영한 수요드라마이다.

## 출연진
- 김동현
- 김영애
- 김보연
- 김호영
- 반효정
- 손창호
- 전운
- 박은수
- 박원숙
- 전인택
- 박영귀